# The Astronaut Farmer
The Astronaut Farmer är en amerikansk långfilm från 2006 i regi av Michael Polish, med Billy Bob Thornton, Virginia Madsen, Max Thieriot och Jasper Polish i rollerna.

## Handling
En astronaut tvingas att pensioneras och lämna NASA för att kunna rädda sin familjs bondgård. Men han kan inte ge upp sin dröm om att få resa upp i rymden och bestämmer sig därför för att bygga en egen rymdraket, trots att regeringen försöker stoppa honom.

## Rollista
| Billy Bob Thornton | – Charles Farmer         |
| Virginia Madsen    | – Audrey 'Audie' Farmer  |
| Max Thieriot       | – Shepard Farmer         |
| Bruce Dern         | – Hal                    |
| Mark Polish        | – FBI Agent Mathis       |
| Jon Gries          | – FBI Agent Killbourne   |
| Tim Blake Nelson   | – Kevin Munchak          |
| Sal Lopez          | – Pepe Garcia            |
| J.K. Simmons       | – Jacobson               |
| Kiersten Warren    | – Phyllis                |
| Rick Overton       | – Arnold 'Arnie' Millard |
| Richard Edson      | – Chopper Miller         |
| Elise Eberle       | – Madison Roberts        |